# Pałck
Pałck (prononciation : [ˈbwɔɲe]) est un village polonais de la gmina de Skąpe dans le powiat de Świebodzin de la voïvodie de Lubusz dans l'ouest de la Pologne.
Il se situe à environ 4 kilomètres au sud-est de Skąpe (siège de la gmina), 14 kilomètres au sud de Świebodzin (siège de le powiat) et 22 kilomètres au nord de Zielona Góra (siège de la diétine régionale).
Le village comptait approximativement une population de 291 habitants en 2006.

## Histoire

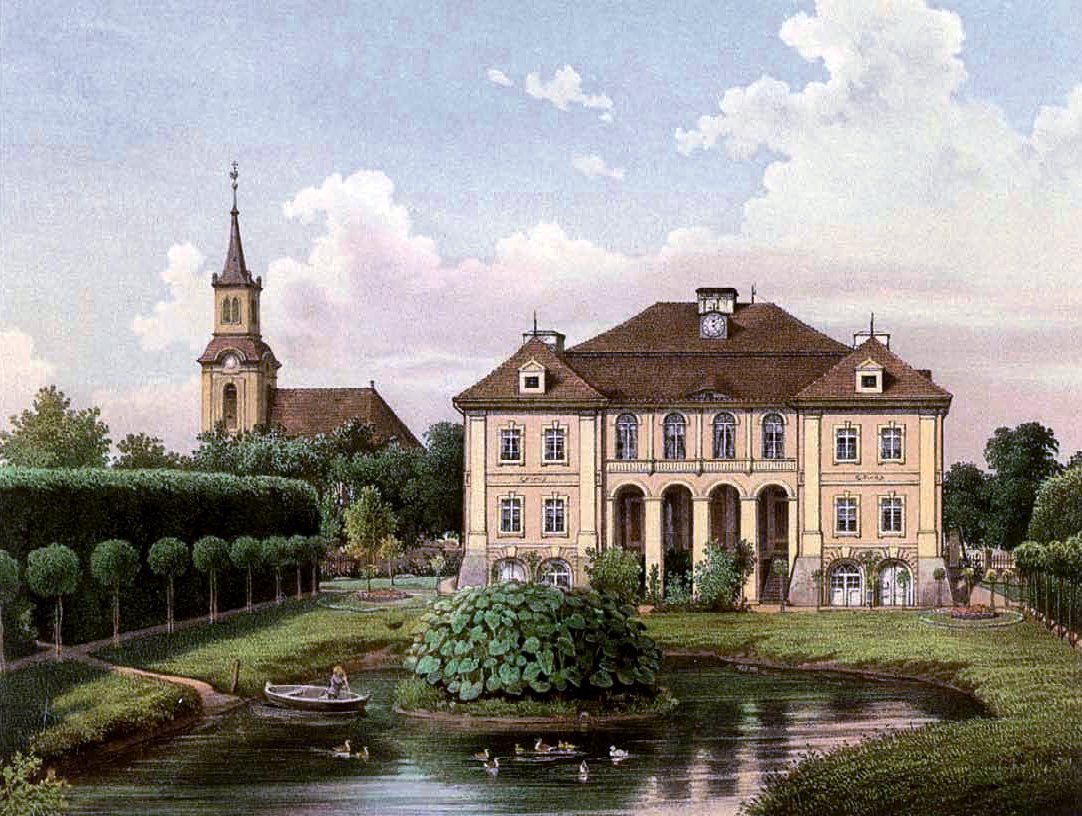
Rittergut Palzig

Le nom allemand du village était Palzig.
Après la Seconde Guerre mondiale, avec la mise en œuvre de la ligne Oder-Neisse, le village est intégré à la République populaire de Pologne. La population d'origine allemande est expulsée et remplacée par des polonais.
De 1975 à 1998, le village appartenait administrativement à la voïvodie de Zielona Góra.

Depuis 1999, il appartient administrativement à la voïvodie de Lubusz